# Björkenäs naturreservat
Björkenäs är en herrgård och ett naturreservat i Aneby kommun i Jönköpings län.
Reservatet omfattar 85 hektar och är skyddat sedan 1998. Det är beläget vid sjön Örens sydöstra sida, 20 kilometer nordväst om Aneby och omfattar ett varierat odlingslandskap med gamla grova ekar.

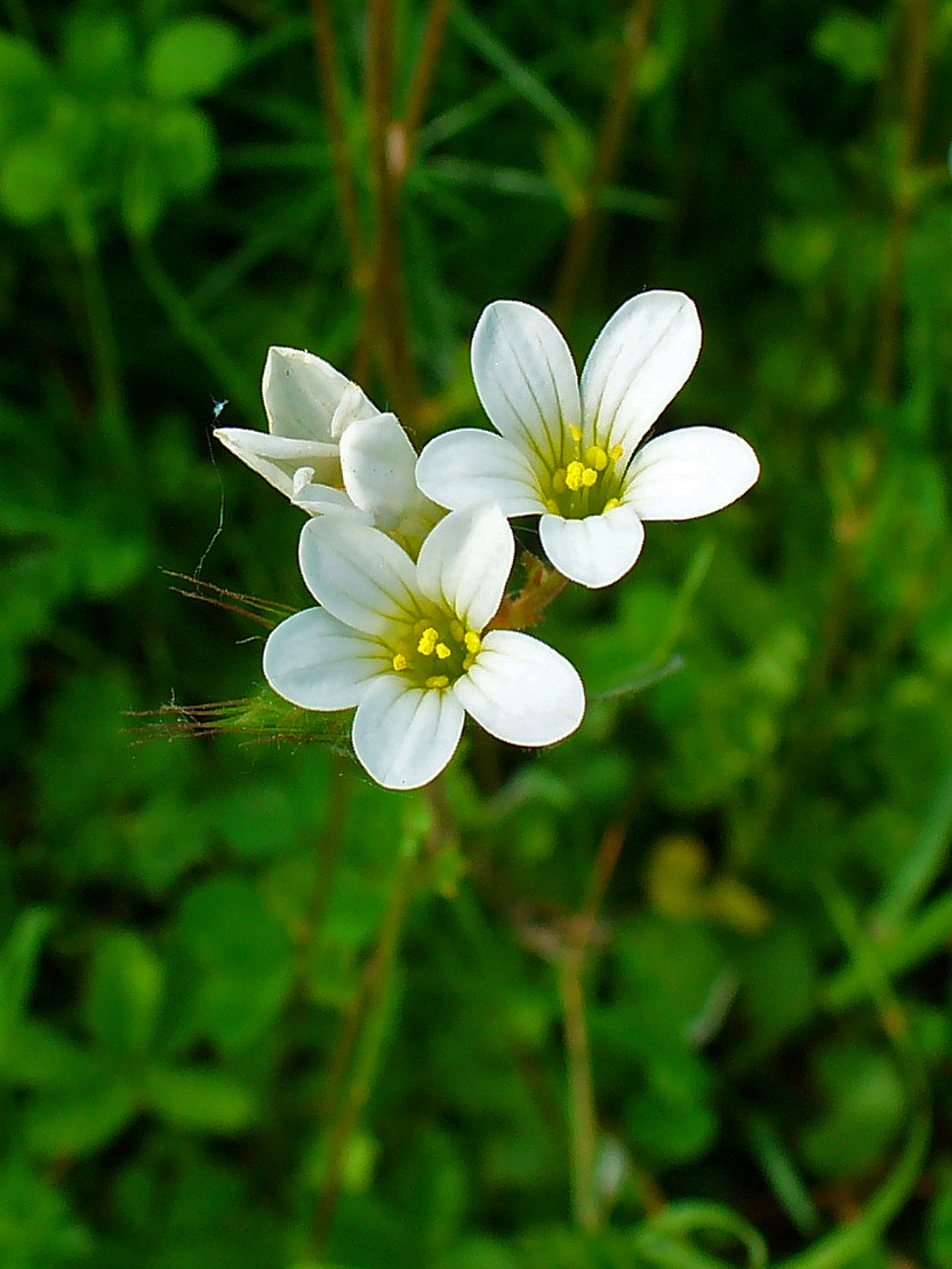
Mandelblomma

Där finns hävdade hagmarker, lövträdsbestånd, mindre skogspartier och åkrar på ett område som sluttar ner mot sjön. Grova ekar, körsbär, ask, lind och hassel förekommer. Betesmarkerna betas varje sommar. Örter som gullviva, blåsippa och mandelblom kan ses i naturreservatet.